# 恒星黒点
恒星黒点(こうせいこくてん、Starspot)は、太陽以外の恒星に存在する、太陽の黒点に相当する構造である。太陽の黒点程度の大きさのものは、明るさのゆらぎが小さすぎて検出できないが、太陽の黒点の約100倍、恒星表面の30%に達するほど大きなものは検出することができる。

## 温度
観測された恒星黒点の温度は、光球よりも500Kから2000K程度低い。この温度の差により、恒星黒点部は、周囲よりも最大で0.6等級ほど暗くなる。

## 寿命
恒星黒点の寿命は大きさに依存する。
- 小さい恒星黒点では、太陽の黒点と同様に、寿命は大きさに比例する[1]。
- 大きい恒星黒点では、大きさは差動回転に依存するが、光度が変化するほどの大きな恒星黒点は、数年も存続する[1]。

## 活動サイクル
恒星表面上の恒星黒点の分布は、太陽の場合とは異なっており、恒星の種類に依る。恒星が連星か否かでも異なる。太陽と同じ活動サイクルは、他の恒星でも見られ、太陽黒点の11年というサイクルに相当するサイクルを持つ。いくつかの恒星は、恐らくマウンダー極小期に相当するより長いサイクルを持つ。

### フリップフロップサイクル
他の活動サイクルには、いわゆるフリップフロップサイクルがあり、半球ごとの活動サイクルが交互に入れ替わる。同様の現象は、太陽の南半球と北半球でも、3.8年から3.65年の周期で見られる。フリップフロップ現象は、りょうけん座RS型変光星等の連星でも単星でも見られるが、連星と単星では、サイクルの周期が異なる。